# Лукания
Лукания (Lucania) e през древността област в Южна Италия, населявана от луканите.
Днес се казва регион Базиликата. Граничела е с Кампания, Самниум и Апулия на север, на юг с Брутиум (дн. Калабрия) и Тиренско море на запад.
Границата с Кампания образувала реката Селе (лат.: Силарус). Североизточно Лукания се e простирала до реката Браданус.
Наричана е Regio III Lucania et Bruttii.
Известни градове в древна Лукания:
- Метапонтум
- Хераклея
- Пестум